# كنز الراغبين
كنز الراغبين شرح منهاج الطالبين كتاب في الفقه للإمام جلال الدين محمد بن أحمد بن محمد المحلي (791-864هـ)، يعد من أمهات الكتب في المذهب الشافعي ومن الكتب المعتمدة في التدريس، وهو شرح لكتاب منهاج الطالبين للإمام النووي (ت 676هـ).
تميز كتاب كنز الراغبين بمزايا عديدة، جعلت منه مرجعاً معتمداً، وأساساً محكماً، وقد ذكر المؤلف في مقدمة الكتاب ما تميز به فقال:

## أقوال العلماء فيه
قال الإمام شمس الدين محمد بن أبي العباس أحمد بن حمزة بن شهاب الدين الرملي، الشهير بالشافعي الصغير، في مقدمة شرحه لمنهاج الطالبين المسمى «نهاية المحتاج إلى شرح المنهاج»:

## مخطوطات الكتاب
من المخطوطات المعتمدة في طبعة دار المنهاج بجدة مخطوطة كتبت سنة 873 هـ بخط أحمد بن محمد بن زايد، وهي من مقتنيات مكتبة الأوقاف العامة في الموصل.

## روابط خارجية
- يوتيوب: التعليق على كنز الراغبين شرح منهاج الطالبين للإمام جلال الدين المحلي - مصطفى عبد النبي الغرباوي.